# George W. Mason
George Walter Mason (12 de marzo de 1891 - 8 de octubre de 1954) fue un industrial estadounidense. Durante su carrera desempeñó los cargos de presidente y director ejecutivo de las compañías Kelvinator Corporation (1928-1937), Nash-Kelvinator Corporation (1937-1954) y American Motors Corporation (1954).

## Primeros años
Mason nació en Valley City (Dakota del Norte). Se educó en la Universidad de Míchigan, donde diseñó un curso específico para estudiantes de ingeniería que combinaba tres años de ingeniería y un último año en administración de empresas.
En su juventud había trabajado en garajes locales, y al obtener su grado en Míchigan, aceptó un puesto en Studebaker. Cambió de empleador varias veces antes de ingresar en el servicio militar durante la Primera Guerra Mundial. En 1921 consiguió un puesto con Walter P. Chrysler en Maxwell-Chalmers, empresa que Chrysler había reorganizado y utilizaría para desarrollar los automóviles de la marca Chrysler.
De Maxwell-Chalmers, Mason pasó a Copeland Products de Detroit en 1926, antes de ser nombrado Presidente de la Kelvinator Corporation, una empresa líder en la emergente industria de la refrigeración eléctrica. Gracias a su gestión, Kelvinator cuadruplicó sus beneficios y se convirtió en el segundo grupo del sector (solo por detrás de Frigidaire, del grupo General Motors) en las ventas de equipos de refrigeración domésticos, a pesar de los efectos de la Gran Depresión.

## Carrera profesional

### Nash Motors
Cuando Charles W. Nash, fundador de Nash Motors, comenzó a buscar a su sucesor, recurrió a Mason por recomendación de Walter Chrysler. Mason inicialmente rechazó la oferta de Nash; pero cuando este último le preguntó qué se necesitaría para que Mason se incorporara a Nash, Mason dijo que no aceptaría el puesto si Kelvinator no estaba incluida en el trato. Nash vio la viabilidad de esta idea; dado que General Motors era propietaria de Frigidaire, Borg-Warner era dueña de Norge Appliance y Chrysler operaba su propia división de aire acondicionado, Airtemp. Nash y Mason llegaron a un acuerdo, que se hizo público en noviembre de 1936. Las dos firmas se fusionaron para formar Nash-Kelvinator Corporation, con Mason como su ejecutivo en jefe. Hacia 1940, Mason continuaba aumentando la cuota de mercado de Kelvinator y devolvió a la fábrica de coches Nash a la rentabilidad.
Continuando con las décadas de éxito de Charles Nash en la construcción de automóviles "que incorporan un valor honesto ... [a] un nivel de precios que ofrecía las posibilidades de un mercado muy amplio", Mason comenzó a explorar las posibilidades de la aerodinámica para los diseños de automóviles, desarrollando pruebas en un túnel de viento durante la Segunda Guerra Mundial. El jefe de ingeniería de Nash, Nils Erik Wahlberg, trabajó con Theodore (Ted) Ulrich en el desarrollo de los modelos Airflyte de 1949, una línea de vehículos totalmente nuevos y con un estilo radical propio de Nash, producto de la adopción integral de los principios aerodinámicos en un automóvil económico de posguerra producido en serie. El diseño del Airflyte incorporaba una carrocería envolvente que cubría las ruedas delanteras del automóvil, un rasgo que continuó siendo un sello distintivo de Nash hasta 1957.
Mason era un hombre corpulento y sociable, de más de seis pies (183 cm) de altura y más de 300 libras (136 kg) de peso. A pesar de su gran tamaño físico, estaba fascinado con los coches pequeños, especialmente con el concepto de un automóvil pequeño y económico y la gestión estratégica y de marketing de Nash. Como resultado, el fabricante de automóviles introdujo tres líneas de automóviles compactos:
- Nash Rambler: la visión de Mason de un automóvil compacto pequeño y económico cambió a la luz de la escasez de materias primas, por lo que ordenó que el automóvil se concibiera no como un modelo simplificado y barato, sino como un sedán convertible compacto de lujo.
- Nash-Healey: el primer automóvil deportivo estadounidense después de la Gran Depresión, desarrollado con socios en Gran Bretaña e Italia.
- Nash Metropolitan: un automóvil subcompacto construido en cooperación con Austin Motor Company de Gran Bretaña.

Sin embargo, General Motors y Ford Motor Company estaban enfrascados en una batalla por la supremacía del mercado, que comenzó en 1945 cuando el nuevo presidente de Ford, Henry Ford II, tenía un ardiente deseo de hacer que su compañía fuera la número uno nuevamente. En 1953, todos los fabricantes de automóviles independientes también estaban sufriendo las consecuencias del plan de Henry Ford de lanzar decenas de miles de vehículos al mercado a precios reducidos, con el fin de tratar de luchar contra GM por el título de fabricante automotriz más importante. General Motors respondió haciendo lo mismo. Con el mercado inundado por coches económicos, Studebaker, Packard, Willys, Hudson, Kaiser Motors y Nash no pudieron vender sus vehículos a precios ventajosos y rentables, debiendo asumir pérdidas para mantenerse a flote ante la presión vendedora de Ford y GM. La "frenética guerra de precios entre 1953 y 1954 entre Ford y GM" devastó a los demás fabricantes de automóviles "independientes".

## Legado en AMC
Los fabricantes de automóviles más pequeños respondieron a la reducción de sus cuotas de mercado llevando a cabo conversaciones formales e informales de fusión. Willys y Kaiser se fusionaron en 1953. Mason propició la fusión entre Nash y la Hudson Motor Car Company para reducir costos y fortalecer sus organizaciones de ventas con el fin de enfrentarse a la intensa competencia de los Tres Grandes fabricantes de Detroit. Esta fusión se produjo el 1 de mayo de 1954 para formar la American Motors Corporation (AMC). Al mismo tiempo, trató de agrupar a Studebaker y a Packard en AMC. Mantuvo discusiones informales con James J. Nance de Packard con el fin de perfilar su visión estratégica para competir con los Tres Grandes. Se llegó a un acuerdo de intercambio de piezas entre AMC y Packard y el nuevo motor Packard V8 de 320 plg³ (5,2 L) y la transmisión automática Ultramatic de Packard se utilizarían en los modelos Nash Ambassador y Hudson Hornet de 1955. En julio de 1954, Packard adquirió Studebaker.
Meses después de la formación de AMC, George Mason murió el 8 de octubre de 1954, a la edad de 63 años, víctima de una pancreatitis aguda y de neumonía en Detroit, Míchigan, siendo enterrado en el cementerio White Chapel Memorial. El protegido de Mason, el vicepresidente de AMC George W. Romney, le sucedió como presidente y director ejecutivo. Uno de los primeros actos de Romney fue detener los rumores de que había conversaciones de fusión adicionales entre AMC y la Studebaker-Packard Corporation o cualquier fabricante de automóviles. Según el obituario de Mason en la revista Time, si AMC y Studebaker-Packard se hubieran unido, habrían dado lugar a la formación del segundo fabricante de automóviles más grande del mundo, solo por detrás de General Motors.

## Legado natural
Después de su muerte, se reveló que Mason, antiguo presidente de la asociación Ducks Unlimited, había dejado al Departamento de Recursos Naturales de Míchigan un legado que constaba de 1500 acres (6,1 km²) de terreno con 14 millas (22,5 km) de costa a lo largo del río Au Sable, condicionado a que el área se usara como una reserva de caza permanente; a que el estado nunca vendiera ninguna parte; y a que no se permitiría acampar en el área durante 25 años. El DRN de Míchigan ha continuado manteniendo la restricción de no acampar dentro del tramo de Mason. De acuerdo con sus deseos, el terreno permanece libre de todo desarrollo con la excepción de una simple capilla de troncos de madera que fue construida en la propiedad por la familia Mason en 1960.